# Sri Lanka na Letnich Igrzyskach Olimpijskich 2020
Sri Lanka na Letnich Igrzyskach Olimpijskich 2020, które odbyły się w Tokio, reprezentowało 9 zawodników - 4 mężczyzn i 5 kobiet.
Był to osiemnasty start reprezentacji Sri Lanki na letnich igrzyskach olimpijskich.

## Skład kadry

### Badminton
| Zawodnik           | Konkurencja        | Faza grupowa                    | Faza grupowa                  | Faza grupowa     | Pozycja | 1/8              | Ćwierćfinały     | Półfinały        | Finał            | Finał   | Źródło            |
| Zawodnik           | Konkurencja        | Przeciwnik Wynik                | Przeciwnik Wynik              | Przeciwnik Wynik | Pozycja | Przeciwnik Wynik | Przeciwnik Wynik | Przeciwnik Wynik | Przeciwnik Wynik | Pozycja | Źródło            |
| ------------------ | ------------------ | ------------------------------- | ----------------------------- | ---------------- | ------- | ---------------- | ---------------- | ---------------- | ---------------- | ------- | ----------------- |
| Niluka Karunaratne | gra pojedyncza (m) | Wang Tzu-wei 0-2 (12-21, 15-21) | Nhat Nguyen 0-2(16-21, 14-21) | N\A              | 3.      | NQ               | NQ               | NQ               | NQ               | 15.     | [ 2 ] [ 3 ] [ 4 ] |

### Gimnastyka
| Zawodniczka  | Konkurencja             | Kwalifikacje | Kwalifikacje | Kwalifikacje | Kwalifikacje | Kwalifikacje | Kwalifikacje | Finał     | Finał     | Finał     | Finał     | Finał | Finał   | Źródło |
| Zawodniczka  | Konkurencja             | Przyrządy    | Przyrządy    | Przyrządy    | Przyrządy    | Razem        | Pozycja      | Przyrządy | Przyrządy | Przyrządy | Przyrządy | Razem | Pozycja | Źródło |
| Zawodniczka  | Konkurencja             | V            | UB           | BB           | F            | Razem        | Pozycja      | V         | UB        | BB        | F         | Razem | Pozycja | Źródło |
| ------------ | ----------------------- | ------------ | ------------ | ------------ | ------------ | ------------ | ------------ | --------- | --------- | --------- | --------- | ----- | ------- | ------ |
| Milka Gehani | wielobój indywidualnie  | 13,366       | 10,866       | 11,266       | 10,300       | 45,798       | 78.          | NQ        | NQ        | NQ        | NQ        | NQ    | NQ      | [ 5 ]  |
| Milka Gehani | ćwiczenia na poręczach  | N/A          | 10,866       | N/A          | N/A          | 10,866       | 82.          | NQ        | NQ        | NQ        | NQ        | NQ    | NQ      | [ 5 ]  |
| Milka Gehani | ćwiczenia na równoważni | N/A          | N/A          | 11,266       | N/A          | 11,266       | 80.          | NQ        | NQ        | NQ        | NQ        | NQ    | NQ      | [ 5 ]  |
| Milka Gehani | ćwiczenia wolne         | N/A          | N/A          | N/A          | 10,300       | 10,300       | 84.          | NQ        | NQ        | NQ        | NQ        | NQ    | NQ      | [ 5 ]  |

### Jeździectwo
| Zawodnik          | Konkurencja   | Koń       | Kwalifikacje | Kwalifikacje | Kwalifikacje | Kwalifikacje | Finał      | Finał       | Finał   | Pozycja | Źródło      |
| Zawodnik          | Konkurencja   | Koń       | Kary         | Kary         | Łącznie      | Pozycja      | Kary       | Kary        | Łącznie | Pozycja | Źródło      |
| Zawodnik          | Konkurencja   | Koń       | Przeszkody   | Limit czasu  | Łącznie      | Pozycja      | Przeszkody | Limit czasu | Łącznie | Pozycja | Źródło      |
| ----------------- | ------------- | --------- | ------------ | ------------ | ------------ | ------------ | ---------- | ----------- | ------- | ------- | ----------- |
| Mathilda Karlsson | indywidualnie | Chopin VA | EL           | EL           | EL           | EL           | EL         | EL          | EL      | EL      | [ 6 ] [ 7 ] |

### Judo
| Zawodnik            | Konkurencja | 1/16                | 1/8                 | Ćwierćfinał         | Półfinał            | Repasaże            | Finał / 3.miejsce   | Finał / 3.miejsce | Źródła |
| Zawodnik            | Konkurencja | Przeciwniczka Wynik | Przeciwniczka Wynik | Przeciwniczka Wynik | Przeciwniczka Wynik | Przeciwniczka Wynik | Przeciwniczka Wynik | Pozycja           | Źródła |
| ------------------- | ----------- | ------------------- | ------------------- | ------------------- | ------------------- | ------------------- | ------------------- | ----------------- | ------ |
| Chamara Repiyallage | -73 kg (m)  | Houssein P 00-10    | NQ                  | NQ                  | NQ                  | NQ                  | NQ                  | 17.               | [ 8 ]  |

### Lekkoatletyka
Konkurencje biegowe
| Zawodnik             | Konkurencja | Eliminacje | Eliminacje | Półfinał | Półfinał | Finał | Finał   | Źródło |
| Zawodnik             | Konkurencja | Wynik      | Miejsce    | Wynik    | Miejsce  | Wynik | Miejsce | Źródło |
| -------------------- | ----------- | ---------- | ---------- | -------- | -------- | ----- | ------- | ------ |
| Yupun Abeykoon       | 100 m (m)   | 10,32      | 6.         | NQ       | NQ       | NQ    | NQ      | [ 9 ]  |
| Nimali Liyanarachchi | 800 m (k)   | 2:10,23    | 8.         | NQ       | NQ       | NQ    | NQ      | [ 10 ] |

### Pływanie
| Zawodnik           | Konkurencja          | Eliminacje | Eliminacje | Półfinał | Półfinał | Finał | Finał   | Źródło |
| Zawodnik           | Konkurencja          | Czas       | Miejsce    | Czas     | Miejsce  | Czas  | Miejsce | Źródło |
| ------------------ | -------------------- | ---------- | ---------- | -------- | -------- | ----- | ------- | ------ |
| Matthew Abeysinghe | 100 m dowolnym (m)   | 50,62      | 48.        | NQ       | NQ       | NQ    | NQ      | [ 11 ] |
| Aniqah Gaffoor     | 100 m motylkowym (k) | 1:05,33    | 32.        | NQ       | NQ       | NQ    | NQ      | [ 12 ] |

### Strzelectwo
| Zawodnik         | Konkurencja              | Kwalifikacje | Kwalifikacje | Finał | Finał   | Źródło |
| Zawodnik         | Konkurencja              | Wynik        | Pozycja      | Wynik | Pozycja | Źródło |
| ---------------- | ------------------------ | ------------ | ------------ | ----- | ------- | ------ |
| Tehani Egodawela | karabin pneumatyczny (k) | 611,5        | 49.          | NQ    | NQ      | [ 13 ] |